# Sandra Blow
Sandra Betty Blow (* 14. September 1925 in London, Vereinigtes Königreich; † 22. August 2006 in Truro, Cornwall, Vereinigtes Königreich) war eine  britische Malerin und Hochschullehrerin. Sie war eine der Pionierinnen der britischen abstrakten Bewegung der 1950er Jahre.

## Leben und Werk
Blow war eines von drei Kindern und die einzige Tochter des Obsthändlers Jacob (Jack) Blow und seiner Frau Leah (Lily), geborene Rubinstein. Während ihrer gesamten Kindheit verbrachte Blow Sonntage und Feiertage auf der Obstfarm ihrer Großeltern in Paddock Wood in Kent. Anfang 1934 erkrankte sie an Scharlach und bald darauf an rheumatischem Fieber, was zu einem bleibenden Herzschaden führte. Sie besuchte die Northfield Road-Grundschule in Stamford Hill im Norden Londons und wurde nach ihrem elften Lebensjahr auf eine private Mädchenschule in der Nähe von Hampstead Heath geschickt. Als der Zweite Weltkrieg ausbrach, zog sie mit ihrer Mutter und ihren Brüdern nach Paddock Wood.
Nach ihrer Rückkehr nach London 1941 studierte sie bis 1946 bei Ruskin Spear an der St. Martin’s School of Art, eine der wenigen Hochschulen, die während des Krieges in London geöffnet blieben. Mitte der 1940er Jahre lernte sie Francis Bacon, Lucian Freud, John Minton und andere Maler kennen. Anfang 1947 besuchte sie die Royal Academy of Arts. Im Sommer 1947 reiste sie allein nach Italien, um klassische italienische Kunst zu studieren.
Der amerikanisch-italienische Maler Nicolas Carone inspirierte sie an der Accademia di Belle Arti zu studieren. Carone war Schüler des Malers Hans Hoffmann und durch Carone wurde Blow auf Strömungen in der amerikanischen künstlerischen Praxis aufmerksam. Durch Carone lernte sie auch den italienischen Künstler Alberto Burri kennen, der ihr Interesse an der Abstraktion förderte. Mit ihm reiste sie ein Jahr lang durch Italien und im Winter 1948/1949 lebte und arbeitete sie mit ihm zusammen in Paris.
Sie kehrte Ende 1950 nach London zurück und führte eine neue Form des informellen Ausdrucks in die britische Kunst ein, indem sie Materialien wie Sägemehl und Gips in Kombination mit traditionellen Malmaterialien verwendete. Roland Penrose, einer der Gründer des Institute of Contemporary Arts, kaufte eines ihrer Werke. Mit einer Einzelausstellung in New York 1957 erlangte ihr Werk internationale Anerkennung und ihre  Gemälde wurden vom New Yorker Museum of Modern Art sowie von der Tate Gallery und dem Arts Council in London gekauft. Sie gehörte zu den jüngeren Malern, die Großbritannien auf der Biennale von Venedig 1958 vertraten.
1957 wurde sie von dem Künstler Patrick Heron nach Cornwell eingeladen und blieb dort ein Jahr lang. Sie mietete sie ein Cottage im Weiler Tregerthen bei St Ives (Cornwall). Nach ihrer Rückkehr 1960 nach London erwarb sie ein großes Studio in Sydney Close in Kensington (London), wo sie die nächsten 24 Jahre arbeitete.
1961 begann sie eine 14-jährige Lehrtätigkeit am Royal College of Art und wurde zum Ehrenmitglied ernannt. In den 70er Jahren arbeitete sie an einer Reihe von Gemälden mit dem Architekten Eric Defty zusammen.
1994 zog Blow wieder endgültig nach St. Ives, da sie sich trotz ihrer Berühmtheit wegen der gestiegenen Mieten kein Studio mehr in London leisten konnte. In den ersten Jahren arbeitete sie in einem Studio am Strand von Porthmeor und baute später aus einem stillgelegten Möbelausstellungsraum ein großes Studio und Haus in Bullens Court oberhalb der Stadt.
Sie starb 2006 im Alter von 80 Jahren im Royal Cornwall Hospital in Truro an einer Gehirnblutung, die durch die Behandlung eines Herzklappenersatzes verursacht wurde.
In den 1950er und frühen 1960er Jahren stellte Blow regelmäßig bei Gimpel Fils, einer damals führenden Londoner Galerie, aus. Sie nahm auch regelmäßig an Gruppenausstellungen zeitgenössischer britischer Kunst in Italien, Holland, Deutschland, den USA und später in Australasien teil. Weitere Einzelausstellungen fanden im New Art Centre, London (1966, 1968, 1971, 1973) und am Clare College, Cambridge (1968) statt. 1995 schloss sie ihr einziges Werk zur Herstellung einer Glasscheibe  Flight Structure für die Abflughalle des Flughafens Heathrow ab.
Ihre Arbeiten sind in Sammlungen des Museum of Modern Art in New York, der Tate Gallery und des Victoria and Albert Museum sowie in bedeutenden Privat- und Unternehmenssammlungen vertreten.

## Auszeichnungen (Auswahl)
- 1960: Guggenheim International Award
- 1961: zweiter Platz bei der John Moores-Ausstellung in Liverpool
- 1965: Arts Council Purchase Grant Award[8]
- 1971: Wahl in die Royal Academy
- 1983: Honorary Fellow des Royal College of Art
- 1994: die Royal Academy ehrt sie mit einer Einzelausstellung[9]

## Ausstellungen (Auswahl)
- 1951: erste Einzelausstellung bei Gimpel Fils, New York
- 1957: Liverpool John Moores University
- 1958: Biennale di Venezia
- 1994: Retrospektive, Sackler Galleries
- 2019: The Late Works, Huxley-Parlour, London
- 2019: Bad Actors, KARST Gallery, Plymouth
- 2001–2002: Space And Matter, Tate St. Ives
- 2023: Action, Gesture, Paint: Women Artists and Global Abstraction 1940-1970, Whitechapel Art Gallery, London[10]